# Idotea gurjanovae
Idotea gurjanovae là một loài chân đều trong họ Idoteidae. Loài này được Kussakin miêu tả khoa học năm 1974.